# Parafia św. Mikołaja w Chrzanowie

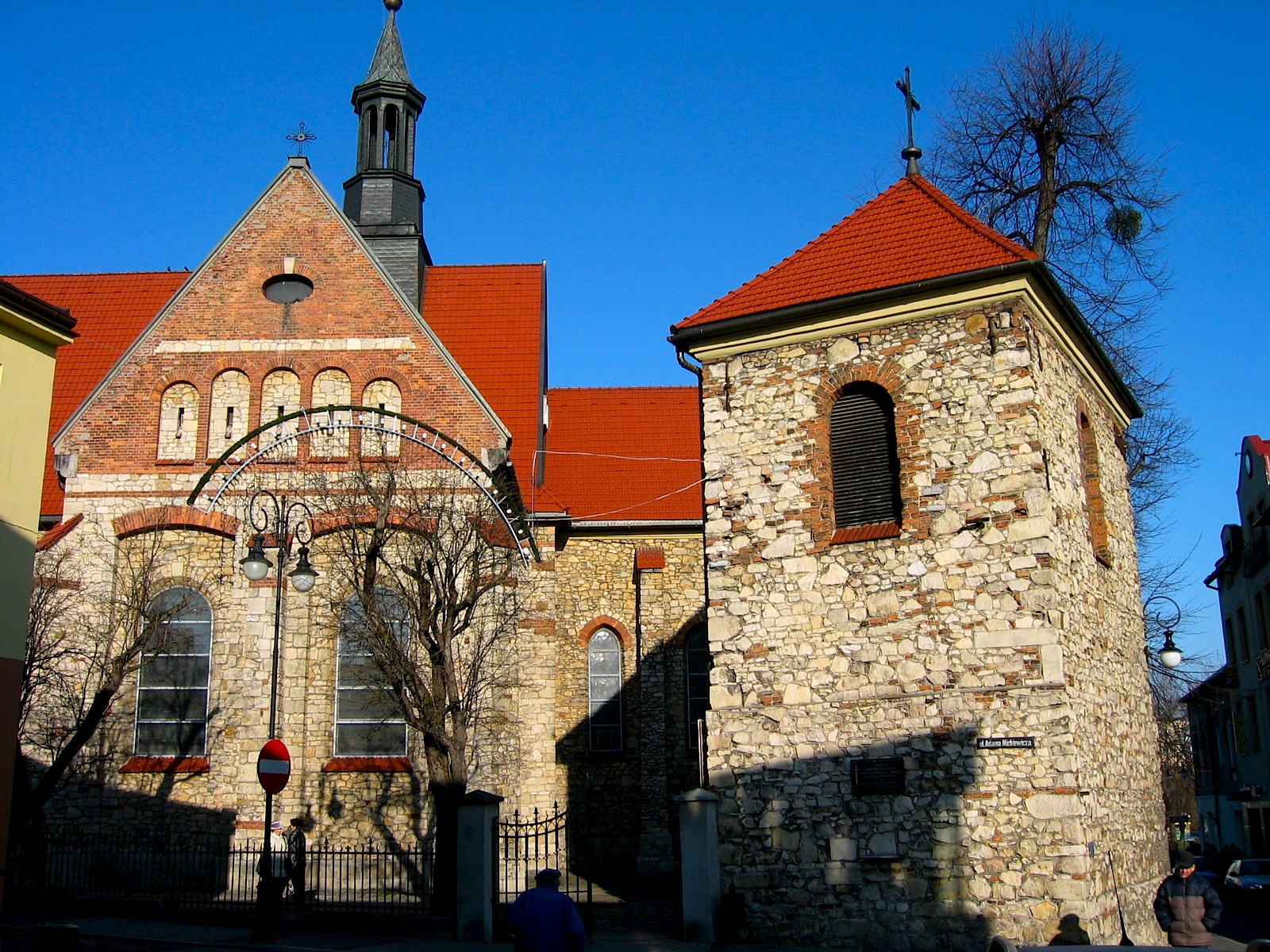
Południowa fasada kościoła św. Mikołaja z dzwonnicą.

Parafia św. Mikołaja – rzymskokatolicka parafia znajdująca się w Chrzanowie, na osiedlu Śródmieście. Parafia należy do archidiecezji krakowskiej i dekanatu Chrzanów.
Parafia liczy 9600 wiernych. Przy parafii działa świetlica środowiskowa dla dzieci im. bł. Edmunda Bojanowskiego. W obiektach parafialnych przy ul. Sokoła 8 i ul. Kościuszki 9 działają dwie placówki Fundacji im. Brata Alberta dla osób niepełnosprawnych - Warsztaty Terapii Zajęciowej i Świetlica Terapeutyczna .

## Historia parafii
Parafia św. Mikołaja została wymieniona po raz pierwszy w wykazie dziesięciny papieskiej z lat 1325-1327. Jednak jej powstanie trzeba przesunąć do XIII w., kiedy z kapelanii tworzono parafie. Pierwszym proboszczem znanym z imienia jest Bartłomiej, z którym współpracowali księża Janisław oraz Idzi. Trudno cokolwiek powiedzieć o tym, w jakim kościele prowadzili duszpasterstwo w XII i XIII w. Parafia początkowo należała do dekanatu oświęcimskiego, od 1340 r. do dekanatu nowogórskiego, a od końca XV w. do sławkowsko-bytomskiego. Pierwszy kościół był prawdopodobnie drewniany. Murowany, wzmiankowany przez Jana Długosza wzniesiono najpewniej w pierwszej połowie XV w.
Do parafii należało miasto Chrzanów, w XVI w. dołączono Góry Luszowskie i młynarzy z Sierszy, a w XVIII w. wieś Kąty.

## Kościół św. Mikołaja
Pierwsze wzmianki o kościele w Chrzanowie spotykamy w okresie jagiellońskim. Jan Długosz w księdze uposażeń kościelnych napisał, że „Chrzanów miasto ma kościół murowany". Nie przekazał jednak wiadomości, kiedy i przez kogo kościół ten został wzniesiony. Z innych dokumentów wynika, że w 1429 r. Mikołaj Rot murarz krakowski odbiera zapłatę 48 grzywien i 1 wiardunek za budowę kościoła parafialnego pod wezwaniem św. Mikołaja. Wysokość otrzymanego wynagrodzenia wskazuje na rozległy zakres prowadzonych robót. W 1446 r. kościół, do którego przylegał zapewne cmentarz, został otoczony murem. Plebanem w Chrzanowie był wówczas Jan, którego wymienia dokument z 1443 r. Istnienie murowanego kościoła parafialnego pod wezwaniem św. Mikołaja w Chrzanowie potwierdzają też dane z lat następnych. Wiele więc wskazuje na to, że prezbiterium tego kościoła jest najstarszą zachowaną budowlą w Chrzanowie.
W połowie XVI w. do gotyckiego prezbiterium i nawy dobudowano południową kaplicę. W 1598 r. kościół posiadał cztery ołtarze (św. Mikołaja, Matki Bożej, św. Anny i Bożego Ciała), chrzcielnicę, tabernakulum oraz chorągiew i latarnie, które noszono przed kapłanem udającym się do chorego. W murze znajdowały się cztery furtki, w zachodniej części dziedzińca kościelnego znajdowała się kaplica św. Rocha oraz drewniana dzwonnica z trzema dzwonami. Przy kościele znajdował się cmentarz, szpital i szkoła parafialna. W połowie XVII w. od strony północnej postawiono kaplicę św. Stanisława (fundatorem był kasztelan biecki Andrzej Samuel Dembiński). Pod kościołem znajdowały się cztery podziemia, w których chowano wybitnych mieszczan m.in. Jana Wartałę Wartalskiego i Franciszka Wolnego. Kościół palił się trzykrotnie: w 1646, 1726 i 1748 r.
Miasto się rozwijało i na początku XX w. postanowiono o poszerzeniu kościoła. Projekt rozbudowy opracował Stanisław Oszacki. Rozbudowę przeprowadzono w latach 1912–1914, gdy proboszczem był ks. Jakub Kamieński. Świątynię konsekrował książę biskup Adam Stefan Sapieha 24 czerwca 1921 r. Z dawnego kościoła pozostało prezbiterium i kaplica św. Stanisława. W 2000 r. rozpoczęto prace przy renowacji świątyni.
W prezbiterium znajduje się ołtarz główny z 1882 r., dedykowany patronowi kościoła, według projektu inż. Franciszka Urbańczyka. Ołtarz został zbudowany na zlecenie ks. Władysława Głębockiego (proboszcza w Chrzanowie w latach 1881-1907). W ołtarzu umieszczono barokowe figury pochodzące z kościoła Mariackiego w Krakowie: św. Joachima, św. Anny, króla Dawida i czterech aniołów. Obraz św. Mikołaja w głównym ołtarzu, jak również św. Stanisława w kaplicy bocznej, malował Michał Stachowicz (1768 -1825). Obraz św. Stanisława został umieszczony prawdopodobnie w 1824 r., kiedy z Czernej sprowadzono ołtarz z czarnego marmuru. Badania wskazują, że wyrzeźbiono go dla kościoła w Czernej około 1600 r.
Ze starych i cennych przedmiotów w kościele św. Mikołaja można wymienić wczesnorenesansowy świecznik spiżowy, wykonany w 1534 r. przez Hansa Fischera w Norymberdze i barokową chrzcielnicę z 1648 r. Na bocznym filarze umieszczona jest mała mozaika przedstawiająca Matkę Bożą z Dzieciątkiem. Jest to dar Henryka Loewenfelda, który otrzymał ją od papieża Leona XIII.

## Kościół św. Krzyża
Oprócz kościoła parafialnego w mieście znajdowała się druga świątynia pod wezwaniem św. Krzyża. Powstała ona prawdopodobnie w XVI w. i znajdowała się na ul. Świętokrzyskiej. W 1748 r. w czasie wizytacji dziekana nakazano remont kościółka. Nie posiadał on wówczas ani wyposażenia ani własnego księdza. Kościółek poprawiono w 1754 r. dzięki hojności parafian. Chowano przy nim zmarłych do około 1800 r. W 1827 r. budowla jeszcze stała, jednak wkrótce zburzono ją, a plac sprzedano. Kiedy nowy właściciel zaczął na nim budować, wykopywano kości. Pleban nakazał pogrzebać je na cmentarzu.

## Zabytki
Święty Mikołaj, patron parafii, jest także patronem miasta Chrzanowa i do XIX w. znajdował się w herbie miasta, obecnie zaś umieszczony jest w herbie powiatu chrzanowskiego.

## Grupy parafialne
Działające grupy parafialne to: ministranci i lektorzy, schola dziecięca i młodzieżowa, Rada Duszpasterska, Straż Honorowa Najświętszego Serca Pana Jezusa, Żywy Różaniec, Klub Inteligencji Katolickiej, Ruch Światło-Życie, Oaza Rodzin, Grupa Anonimowych Alkoholików, Ruch Wiara i Światło, chór parafialny „Canzona”, stowarzyszenie „NICOLAUS”.